# Jablonec nad Jizerou
Jablonec nad Jizerou (niem. Jablonetz an der Iser) − miasto w Czechach, w kraju libereckim. 
Według danych z 1 stycznia 2024, liczba mieszkańców miasta wynosi 1639 osób (912. miejsce w kraju wśród miejscowości; 536. miejsce wśród miast).

## Demografia
| Rok             | 1970  | 1980  | 1991  | 2001  | 2003  | 2008  | 2016  | 2024  |
| --------------- | ----- | ----- | ----- | ----- | ----- | ----- | ----- | ----- |
| Liczba ludności | 2 093 | 2 112 | 2 028 | 1 976 | 1 968 | 1 873 | 1 702 | 1 639 |

Źródło: Czeski Urząd Statystyczny